# La Celle (Allier)
La Celle é uma comuna francesa na região administrativa de Auvérnia-Ródano-Alpes, no departamento Allier. Estende-se por uma área de 31,15 km². Em 2010 a comuna tinha 418 habitantes (densidade: 13,4 hab./km²).